# 基堡
基堡（德語：Kyburg）是瑞士联邦苏黎世州普费菲孔区的已废除市镇，2016年1月1日市镇合并之后是伊尔瑙-埃弗雷蒂孔的组成部分。基堡面积为7.58平方千米，海拔高度640米，2014年12月31日人口数为405。
著名的基堡城堡位于境内。

## 外部連結
- 基堡官方网站 （页面存档备份，存于） （德文）